# Giovanni Lavaggi
Giovanni Lavaggi (Augusta, 18 de Fevereiro de 1958) é um ex-automobilista de Fórmula 1 italiano. 

## Vida
Apesar de Lavaggi ser um nobre de origem, ele não podia contar com recursos financeiros pessoais; portanto, ele começou a correr apenas com a idade de 26 anos. Mesmo assim, ele conseguiu alcançar a classe superior do automobilismo, correndo na Fórmula 1 em 95 e 96. A primeira aproximação com a F1 foi em 1992 quando, sendo um engenheiro mecânico, ele foi o piloto de testes oficial da equipe de F1 de março. Em 1995, ele dirigiu para a Lotus-Pacific apenas por 4 corridas nas quais foi forçado a se aposentar devido a problemas na caixa de câmbio. Na segunda parte da temporada de corridas de 1996, ele se juntou à Minardi Team em 6 corridas. Seu melhor resultado foi um 10º lugar em Hungaroring, que foi o segundo melhor resultado do ano para a equipe Minardi. Com o atual sistema de pontuação, aquele resultado poderia ter rendido a ele 1 ponto no campeonato mundial de F1. 

## Carreira em corridas
A carreira de Lavaggi no automobilismo começou em 1984, inspirada por Henry Morrogh, que o considerou o melhor aluno que já teve em sua escola de corrida. Naquele ano foi piloto oficial da construtora Ermolli no campeonato italiano “Fórmula Panda” onde se classificou em segundo lugar, vencendo mais corridas que qualquer outro piloto. Não tendo patrocinadores suficientes para pagar um campeonato inteiro na Fórmula 3, ele fez apenas algumas corridas no campeonato italiano de F3 antes de se voltar para os carros esportivos do “Grupo C”, a fim de ganhar experiência internacional. Nesta categoria, logo se tornou piloto da Porsche Kremer Team, obtendo ótimos resultados: foi campeão da Interserie em 1993 vencendo 6 corridas em um total de 12 e sendo outras 4 vezes no pódio. Ele também ganhou o icônico Daytona 24 Horas de 1995, onde fez a maior parte do trabalho, dirigindo 9 horas em uma equipe de 4 motoristas. Ele também marcou duas vitórias no Campeonato FIA Sportscar, incluindo o prestigioso 1 000 km de Monza, onde dirigiu cinco horas em seis; além disso, subiu mais 5 vezes ao pódio e conquistou 2 pole position. Sua primeira corrida na F1 foi em 1995. Ele era um novato, mas, ao mesmo tempo, com 35 anos, era o piloto mais velho da área; portanto, ele teve que lutar contra o ceticismo da mídia da F1. No entanto, mesmo sem experiência anterior e sem testes (suas equipes não tinham dinheiro para fazer testes privados), ele estava sempre perto do desempenho de seus companheiros. Sua última experiência na F1 foi em 1996 no Bologna Motorshow. Correndo com um Minardi contra dois Benettons (dirigido por além disso, subiu mais 5 vezes ao pódio e conquistou 2 pole position. Sua primeira corrida na F1 foi em 1995. Ele era um novato, mas, ao mesmo tempo, com 35 anos, era o piloto mais velho da área; portanto, ele teve que lutar contra o ceticismo da mídia da F1. No entanto, mesmo sem experiência anterior e sem testes (suas equipes não tinham dinheiro para fazer testes privados), ele estava sempre perto do desempenho de seus companheiros. Sua última experiência na F1 foi em 1996 no Bologna Motorshow. Correndo com um Minardi contra dois Benettons (dirigido por além disso, subiu mais 5 vezes ao pódio e conquistou 2 pole position. Sua primeira corrida na F1 foi em 1995. Ele era um novato, mas, ao mesmo tempo, com 35 anos, era o piloto mais velho da área; portanto, ele teve que lutar contra o ceticismo da mídia da F1. No entanto, mesmo sem experiência anterior e sem testes (suas equipes não tinham dinheiro para fazer testes privados), ele estava sempre perto do desempenho de seus companheiros. Sua última experiência na F1 foi em 1996 no Bologna Motorshow. Correndo com um Minardi contra dois Benettons (dirigido por mesmo sem experiência anterior e sem testes (suas equipes não tinham dinheiro para fazer testes privados) ele estava sempre perto do desempenho de seus companheiros. Sua última experiência na F1 foi em 1996 no Bologna Motorshow. Correndo com um Minardi contra dois Benettons (dirigido por mesmo sem experiência anterior e sem testes (suas equipes não tinham dinheiro para fazer testes privados) ele estava sempre perto do desempenho de seus companheiros. Sua última experiência na F1 foi em 1996 no Bologna Motorshow. Correndo com um Minardi contra dois Benettons (dirigido porJarno Trulli e Giancarlo Fisichella ), dois Ligiers ( Olivier Panis e Shinji Nakano ) e o outro Minardi ( Tarso Marques ), ele alcançou a segunda colocação, perdendo a final contra Fisichella por um nariz.
Depois da experiência na F1, Lavaggi fundou sua própria equipe “Scuderia Lavaggi” e em 2006 ele se tornou um construtor projetando e construindo seu próprio Protótipo de Le Mans, o Lavaggi LS1. Com o seu carro, correu na Le Mans Series até 2009 e conquistou a pole position em 2008 Vallelunga 6h. Lavaggi é o único exemplo de construtor de pilotos na era moderna do automobilismo de alto nível.
Ele foi apelidado de "Johnny Carwash" (uma tradução aproximada de seu nome do italiano para o inglês, John Washes) pelas pessoas no paddock; O apresentador de talk show americano David Letterman ajudou a chamar a atenção do público para o apelido.